# Robert Heppener
Robert Heppener (født 9. august 1925 i Amsterdam – død 25. august 2009 i Bergen i Nederlandene) var en hollandsk komponist.
Heppener studerede hos Bertus van Lier i Amsterdam. Han har skrevet en symfoni og forskellige orkesterværker.

## Udvalgte værker
- Symfoni (1952-1957) - for orkester
- "Afledninger" (1958) - for orkester
- "Økologer" (1963) - for orkester
- "Luft og ringetoner" (1969) - for orkester